# Stefano Cavazzutti
Stefano Cavazzutti (Alfonsine, 9 febbraio 1845 – Bologna, 1º ottobre 1924) è stato un medico ed etnologo italiano.

## Biografia
Stefano Cavazzutti nacque ad Alfonsine, in provincia di Ravenna nel 1845 da Pietro e Luigia Minguzzi. Ottenne la patente di maestro elementare da autodidatta. Nello stesso periodo apprese dal padre l'arte della medicina, che esercitò per un periodo senza la laurea per puro spirito filantropico.

### Attività in campo medico
Conobbe Faustina Mambelli, una ragazza di Ciola, frazione di Mercato Saraceno, paese sulle colline dell'appennino cesenate. Si sposarono nel 1875 ed ebbero due figli, Jole e Giordano Bruno. Trasferitosi con la famiglia nella vicina frazione di Linaro, Stefano iniziò ad interessarsi delle condizioni di salute dei lavoratori della vicina Boratella. A Boratella, la frazione più importante e popolosa di Mercato Saraceno nella seconda metà dell'Ottocento, esistevano tre miniere di zolfo in cui operavano circa tremila operai. Cavazzutti si propose subito come "medico degli zolfatari". Inoltre segnalò per primo le loro difficili condizioni di lavoro: i minatori infatti erano tenuti in uno stato di soggezione da parte delle maestranze. Cavazzutti condannò tale situazione pubblicamente, guadagnandosi la stima di tutta la popolazione. I gestori delle miniere fecero avviare delle indagini sul suo conto, dalle quali emerse che Cavazzutti era sprovvisto di laurea. Un rapporto anonimo, che informava l'Autorità sul suo esercizio abusivo della professione medica, lo costrinse ad abbandonare le miniere della Boratella. Cavazzutti decise allora di prendere la laurea in medicina.
A 33 anni si iscrisse alla Facoltà di Medicina dell'Università di Bologna. Ebbe l'ammissione diretta al quarto anno per le sue doti professionali. Conquista la stima dei suoi docenti. Tra essi: Augusto Murri e Angelo Camillo De Meis (docente di Storia della medicina). Dopo soli tre anni, il 26 giugno 1882, ottenne la laurea. Medico condotto a Coccolia di Ravenna, nel 1886 fu tra i primi a combattere l'epidemia di colera, che nella città romagnola causò 513 vittime.
L'anno successivo cominciò la sua lunga carriera all'estero. Lasciò l'Italia per esercitare la professione medica in Sudamerica. Giunto in Argentina nel 1887, l'anno dopo si stabilì a Santa Fe, poi nella colonia agricola di San Justo e, infine, a La Plata. Quando vi fu inaugurato, il 2 febbraio 1903, l'Ospedale Italiano "Umberto I", ne divenne il primo direttore sanitario. Mantenne sempre rapporti epistolari con gli amici medici dell'Università di Bologna per essere aggiornato sui progressi in campo sanitario. L'occasione per ritornare in patria era fornita dai convegni medici che si tenevano periodicamente a Bologna. Nel capoluogo emiliano era ospitato da Bartolo Nigrisoli, conosciuto ai tempi dell'Università quando egli era assistente.
Cavazzutti accompagnò il grande naturalista argentino Florentino Ameghino nelle spedizioni lungo il Rio Quequén. Poi fu in Brasile e successivamente in Paraguay nella provincia, allora ancora arretrata, di Misiones, dove studiò le malattie che falcidiavano gli immigrati italiani.
Dal 1909 cominciò a donare alla città di Ravenna materiale etnografico proveniente dalle Americhe. Nel 1911 ritornò in Italia per frequentare un corso di perfezionamento in pediatria a Roma. Tornò in Argentina l'anno seguente.
Nel settembre 1924 si ammalò durante un viaggio oltreatlantico, effettuato per partecipare a un congresso medico a Bologna. Il Nigrisoli lo ricoverò nella sua clinica e qui morì il 1º ottobre. La salma fu sepolta in un primo tempo alla Certosa di Bologna; successivamente fu traslata in Argentina.
I suoi discendenti vivono tuttora a La Plata.

### Studi naturalistici
Cultore di etnografia, Stefano Cavazzutti ha legato il suo nome a una vasta raccolta di oggetti di uso quotidiano appartenenti alle popolazioni indigene dell'Argentina e del Paraguay. Tra il 1909 e il 1911 inviò in dono al Comune di Ravenna tutta la sua collezione al fine di costituire un museo etnografico. Di questo Fondo, unico nel suo genere, restano oggi alcuni armadi conservati presso «NatuRa», il Museo delle Scienze naturali di Ravenna, sito nella frazione Sant'Alberto.